# Urząd Polityki Rasowej NSDAP
Urząd Polityki Rasowej NSDAP (niem. Rassenpolitisches Amt der NSDAP) – niemiecki nazistowski urząd stworzonym przez NSDAP, aby „zjednoczyć i nadzorować całą indoktrynację i propagandę w dziedzinie populacji i polityki rasowej”.
Utworzony został dekretem 17 listopada 1933 roku. Mandat urzędu stanowił, że wszystkie informacje dla mediów związane z zagadnieniami rasy wymagały jego zgody i że to on zajmował się wszystkimi sprawami związanymi z polityką rasową i populacją, we współpracy z odpowiednimi władzami. Miał również brać udział w pracach legislacyjnych związanych z tą dziedziną.
Urzędem kierował Walter Groß, któremu podlegało 25 współpracowników.